# La Chapelle-Saint-Mesmin
La Chapelle-Saint-Mesmin is een gemeente in het Franse departement Loiret (regio Centre-Val de Loire). De plaats maakt deel uit van het arrondissement Orléans. La Chapelle-Saint-Mesmin telde op 1 januari 2022 10.492 inwoners.

## Geografie
De oppervlakte van La Chapelle-Saint-Mesmin bedroeg op 1 januari 2022 8,96 vierkante kilometer; de bevolkingsdichtheid was toen 1.171 inwoners per km².

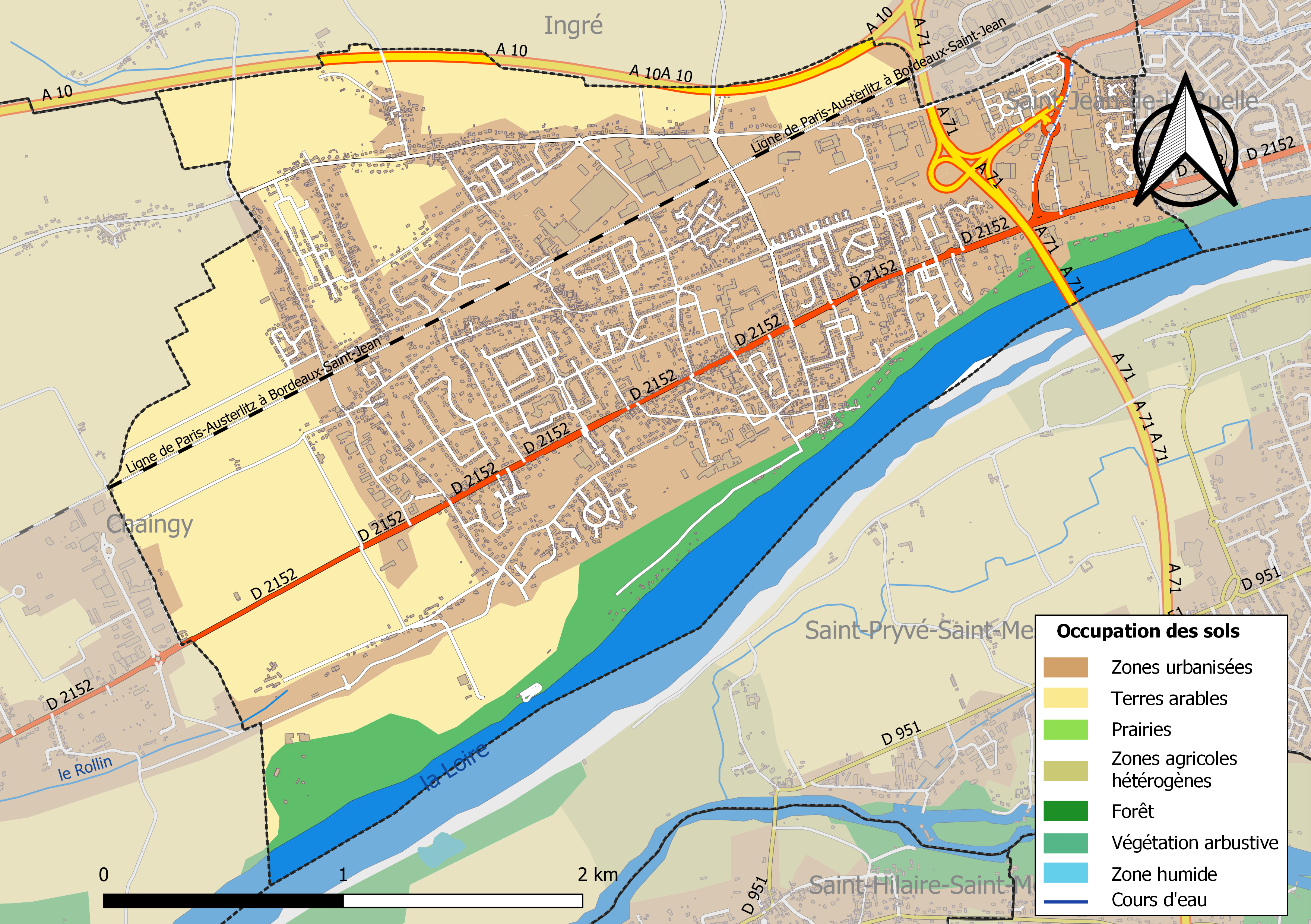
Kaart van de gemeente met de belangrijkste infrastructuur, bodemgebruik en omliggende gemeenten

## Demografie
Onderstaande figuur toont het verloop van het inwonertal (bron: INSEE-tellingen).